# Вакцинація проти COVID-19 у Сенегалі
Вакцинація проти COVID-19 у Сенегалі — це кампанія масової імунізації населення Сенегалу проти COVID-19 під час пандемії коронавірусної хвороби. Вакцинальна кампанія в країні розпочалась 23 лютого 2021 року. Станом на 10 березня в Сенегалі було вакциновано 68205 осіб.

## Хронологія
23 лютого 2021 року Сенегал розпочав національну програму вакцинації проти COVID-19 з використанням вакцини Sinopharm BIBP.
До кінця березня 2021 року було введено 309128 доз вакцини, у тому числі 260754 перших доз.
На кінець квітня 2021 року було введено 470009 доз вакцини, у тому числі 406981 першої дози.
До кінця травня 2021 року було введено понад півмільйона доз вакцини, у тому числі 456135 перших доз.
До кінця червня 2021 року було введено 0,7 мільйона доз вакцини, у тому числі 0,5 мільйона перших доз.
На кінець липня 2021 року було введено 1,1 мільйона доз вакцини, повністю щеплено 806510 осіб.
На кінець серпня 2021 року було введено 1,6 мільйона доз вакцини, повністю щеплено 1167364 особи.
На кінець вересня 2021 року було введено 1,8 мільйона доз вакцини, повністю щеплено 1251403 особи.
До кінця жовтня 2021 року було введено 1,9 мільйона доз вакцини, у тому числі 1,3 мільйона перших доз, і 13 % цільового населення було повністю вакциновано.
До кінця листопада 2021 року було введено 1,9 мільйона доз вакцини, у тому числі 1,3 мільйона перших доз, і 13 % цільового населення було повністю вакциновано.
До кінця грудня 2021 року було введено 2 мільйони доз вакцини, у тому числі 1,4 мільйона перших доз, і 14 % цільового населення було повністю вакциновано.
До кінця січня 2022 року було введено 2 мільйони доз вакцини, у тому числі 1,4 мільйона перших доз, і 14 % цільового населення було повністю вакциновано.
До кінця лютого 2022 року було введено 2,5 мільйона доз вакцини, у тому числі 1,5 мільйона перших доз, при цьому більше мільйона осіб були повністю вакциновані.
До кінця березня 2022 року було введено 2,5 мільйона доз вакцини, у тому числі 1,5 мільйона перших доз, при цьому більше мільйона осіб були повністю вакциновані.
До кінця квітня 2022 року було введено 2,5 мільйона доз вакцини, у тому числі 1,5 мільйона перших доз, при цьому більше мільйона осіб були повністю вакциновані.

## Використані вакцини
| Вакцина            | Схвалення | Застосування   |
| ------------------ | --------- | -------------- |
| Sinopharm BIBP     | Так       | 23 лютого 2021 |
| Oxford–AstraZeneca | Так       | Так            |